# Nettie Grooss

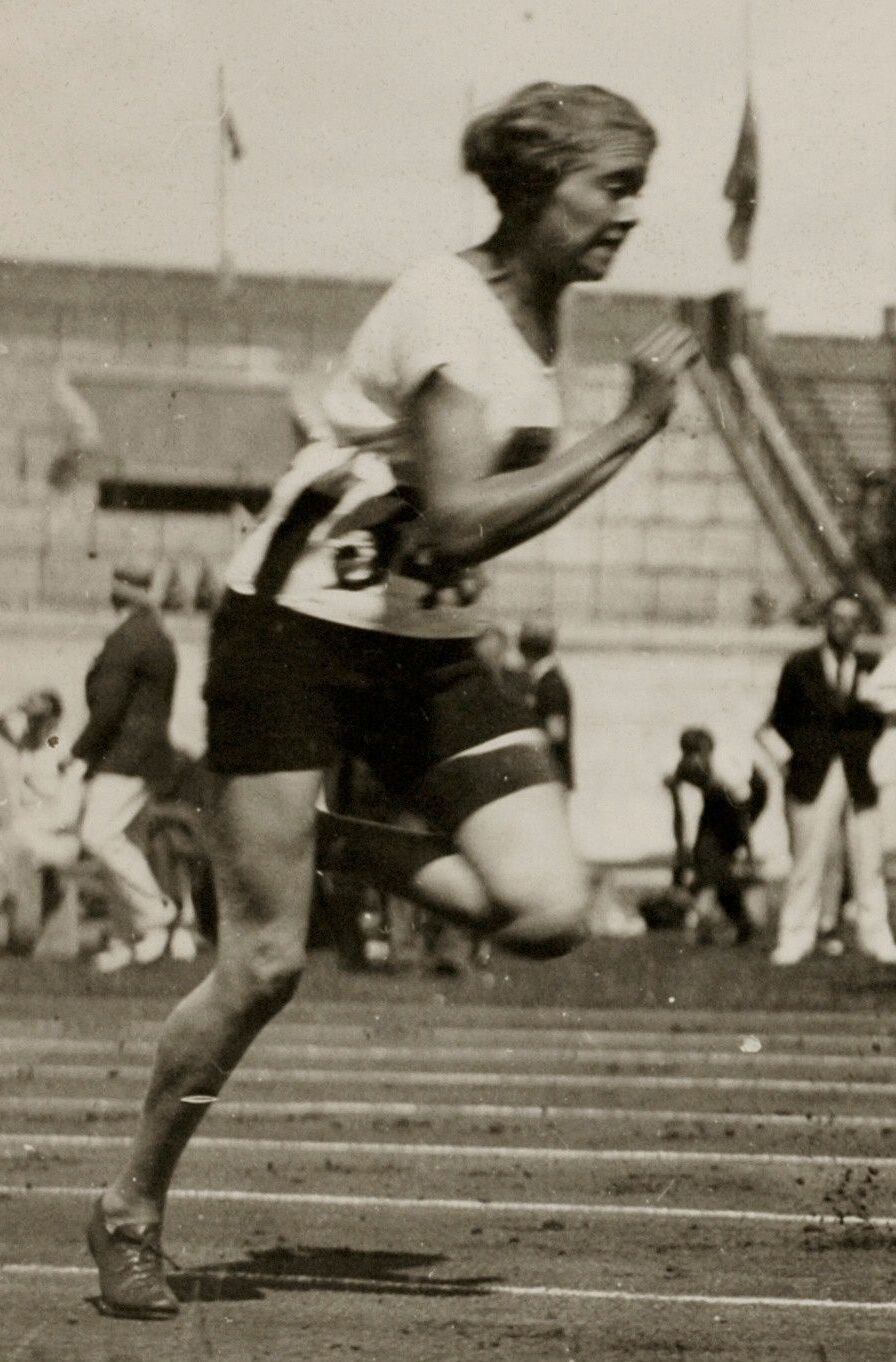
Nettie Grooss in 1928

Jeanette Hendrika „Nettie“ Grooss (* 2. August 1905 in Den Haag; † 11. April 1977 ebenda) war eine niederländische Sprinterin.
Bei den Olympischen Sommerspielen 1928 in Amsterdam wurde sie Fünfte in der 4-mal-100-Meter-Staffel und schied über 100 m im Vorlauf aus.